# Vissefjärda
Vissefjärda är en tätort i Emmaboda kommun i Kalmar län och kyrkby i Vissefjärda socken.

## Befolkningsutveckling

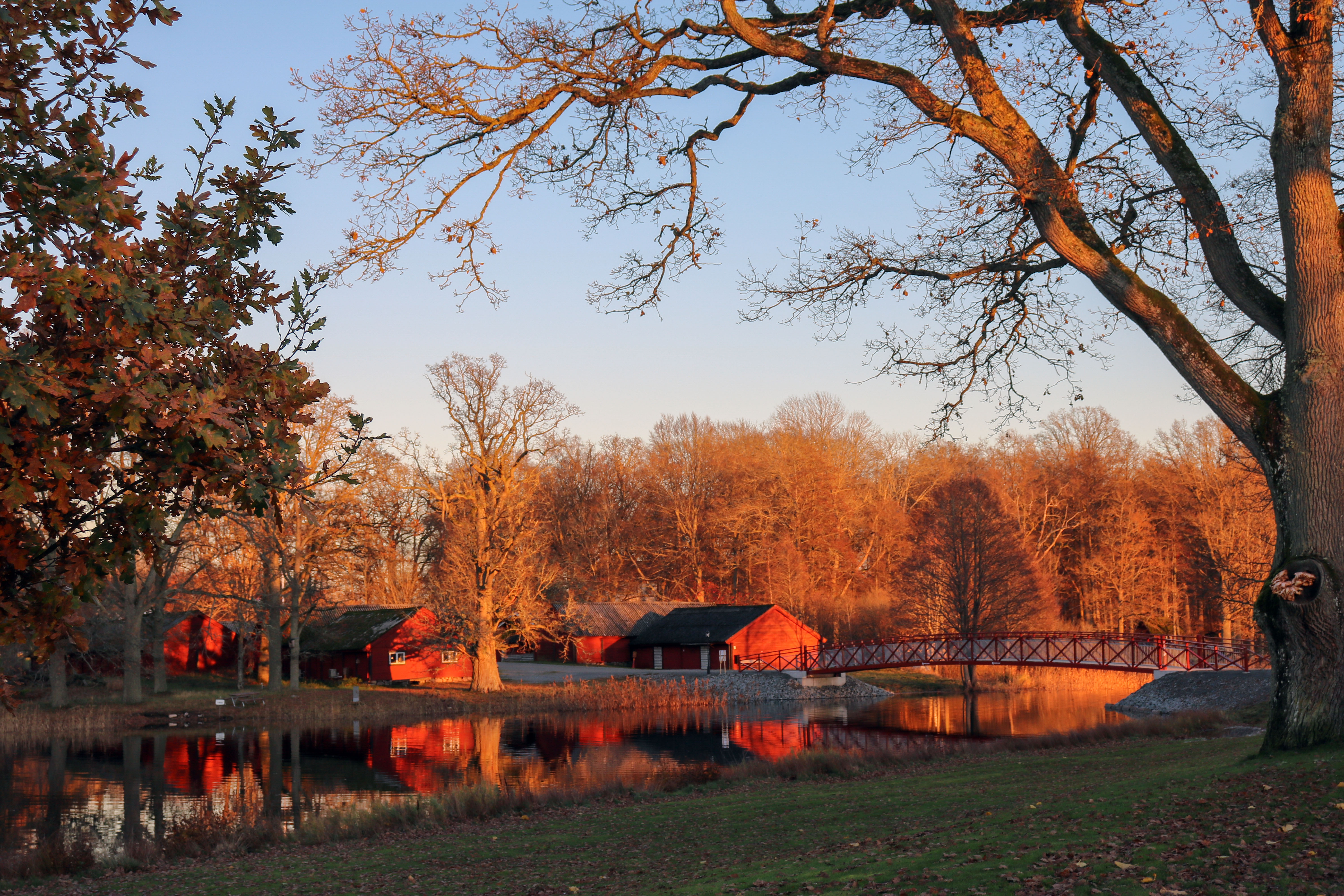
Vissefjärda kyrkstallar vid Lyckebyån

| Befolkningsutvecklingen i Vissefjärda 1960–2020 | Befolkningsutvecklingen i Vissefjärda 1960–2020 | Befolkningsutvecklingen i Vissefjärda 1960–2020 | Befolkningsutvecklingen i Vissefjärda 1960–2020 | Befolkningsutvecklingen i Vissefjärda 1960–2020 |
| ----------------------------------------------- | ----------------------------------------------- | ----------------------------------------------- | ----------------------------------------------- | ----------------------------------------------- |
|                                                 |                                                 |                                                 |                                                 |                                                 |
| År                                              |                                                 |                                                 | Folkmängd                                       | Areal (ha)                                      |
| 1960                                            | 1960                                            |                                                 | 623                                             |                                                 |
| 1965                                            | 1965                                            |                                                 | 688                                             |                                                 |
| 1970                                            | 1970                                            |                                                 | 736                                             |                                                 |
| 1975                                            | 1975                                            |                                                 | 770                                             |                                                 |
| 1980                                            | 1980                                            |                                                 | 757                                             |                                                 |
| 1990                                            | 1990                                            |                                                 | 746                                             | 114                                             |
| 1995                                            | 1995                                            |                                                 | 714                                             | 115                                             |
| 2000                                            | 2000                                            |                                                 | 695                                             | 115                                             |
| 2005                                            | 2005                                            |                                                 | 673                                             | 115                                             |
| 2010                                            | 2010                                            |                                                 | 670                                             | 115                                             |
| 2015                                            | 2015                                            |                                                 | 658                                             | 104                                             |
| 2020                                            | 2020                                            |                                                 | 643                                             | 104                                             |
|                                                 |                                                 |                                                 |                                                 |                                                 |

## Samhället
Vissefjärda kyrka ligger där Lyckebyån passerar och rinner in i Kyrksjön. I närheten av Lyckebyån ligger också Vissefjärda skola.
Mittemot kyrkan, på andra sidan Lyckebyån, ligger kyrkstallarna som byggdes med plats för 200 hästar år 1855. Kyrkstallarna användes fram till slutet av 1930-talet. Förr gick häradsvägen över stallplanen och vidare över en valvbro till kyrkan. I stallarna ryms sedan 1948 ett hembygdsmuseum med gamla redskap och husgeråd från trakten.

## Föreningar
Emmaboda golfklubb har även golfbanan Björketorpsbanan med 18 hål vid Kyrksjön i Vissefjärda. I Vissefjärda finns också Vissefjärda Gymnastik- och idrottsförening (VGIF) som bildades 1929, med ansvar för bland annat fotboll, bordtennis, gymnastik och tennis. Herrlaget spelar säsongen 2021 i division fem. Vissefjärda Crossklubb bedriver sin verksamhet vid crossbanan i Rövaredalen.
Vissefjärda Hembygdsförening bildades den 18 april 1937. Sedan 1950 ger de varje år ut föreningens sockenkrönika, I Dackebygd. Föreningen har förutom Kyrkstallarna och Kyrkeby Bränneri, även hand om en del äldre gårdar och stugor i socknen som man kan få en visning av.

## Personer från orten
- Lars Gullin (1928-1976), jazzmusiker, kompositör[6]
- Nils Linder (1835-1904), riksdagsman[7]
- Theodor Wisén (1835-1892), filolog, ledamot av Svenska Akademien[8]
- Nils Dacke (1510-1543), upprorsledare